# Adolf Märklin
Adolf Märklin (* 23. Juli 1850 in Krefeld; † 8. Juni 1931 in Goslar) war ein deutscher Ingenieur.

## Leben
Adolf Märklin wurde 1850 im preußischen Krefeld als Sohn des Geheimen Sanitätsrats Friedrich Märklin und dessen Frau Sophie, geb. von der Leyen, geboren. Er studierte Ingenieurwissenschaften an der Technischen Hochschule Berlin. Er nahm 1870/71 als Kriegsfreiwilliger am Deutsch-Französischen Krieg teil und beendete nachfolgend sein Studium.
Seine erste berufliche Tätigkeit übte er in Burbach und Königshütte aus, bevor er zum Hörder Bergwerks- und Hütten-Verein wechselte, wo er für mehrere Jahre als Oberingenieur tätig war. Märklin ging anschließend an die Dillinger Hüttenwerke, als deren technischer Direktor er in Zusammenarbeit mit der Firma Krupp die Herstellung von Panzerplatten optimierte. Von 1893 bis 1898 leitete er als Direktor das Peiner Walzwerk.
Die Firma A. Borsig, Berlin, berief ihn 1898 als Generaldirektor ihrer Bergbau- und Hüttenbetriebe nach Oberschlesien, nachdem Arnold Borsig 1897 früh verstorben war. Märklin war für die Borsigwerke bis zum 1. Juli 1912 tätig und war am „ungemeinen Aufschwung“ des Unternehmens maßgeblich beteiligt. Während seines Direktorats wurden u. a. ein Siemens-Martin-Stahlwerk, ein Hammerwerk, eine Kettenfabrik für nahtlos gewalzte Schiffsketten und die dritte Kokerei errichtet. Die Erzeugung von Roheisen und Rohstahl vervielfachte sich in dieser Zeit, während die Zahl der Hüttenarbeiter um zwei Drittel wuchs. Durch den Bau einer großen Wohnkolonie mit Krankenhaus in Biskupitz sowie weiterer Wohlfahrtseinrichtungen suchte Märklin die Lebensbedingungen der Arbeiter zu verbessern.
Neben seiner beruflichen Tätigkeit war Märklin Amtsvorsteher zu Biskupitz-Borsigwerk, Mitglied des Kreisausschusses und Kreisdeputierter, Mitglied des Aufsichtsrates des Ostdeutschen Roheisen-Syndikats, Vorsitzender der Invaliden- und Krankenkasse, Mitglied des Ausschusses des Oberschlesischen Berg- und Hüttenmännischen Vereins und Vorstandsmitglied der Östlichen Gruppe des Vereins Deutscher Eisen- und Stahl-Industrieller. Er war auch Mitglied des Vereins Deutscher Ingenieure (VDI).
Von 1906 bis 1931 war Märklin Mitglied des Aufsichtsrates der Ilseder Hütte und des Peiner Walzwerkes. Daneben gehörte er zeitweise den Aufsichtsräten der Donnersmarckhütte und der Bismarckhütte an. Bei Ausbruch des Ersten Weltkriegs diente er noch ein Jahr freiwillig als Rittmeister der Landwehr. Märklin wurde mit dem Roten Adlerorden und dem Titel eines Kommerzienrates geehrt.
Märklin zog 1912 nach Niederwalluf und 1922 nach Goslar. Er starb dort im Juni 1931 im Alter von 80 Jahren. In Peine wurde die Märklinstraße nach ihm benannt.